# Фруктовий соус

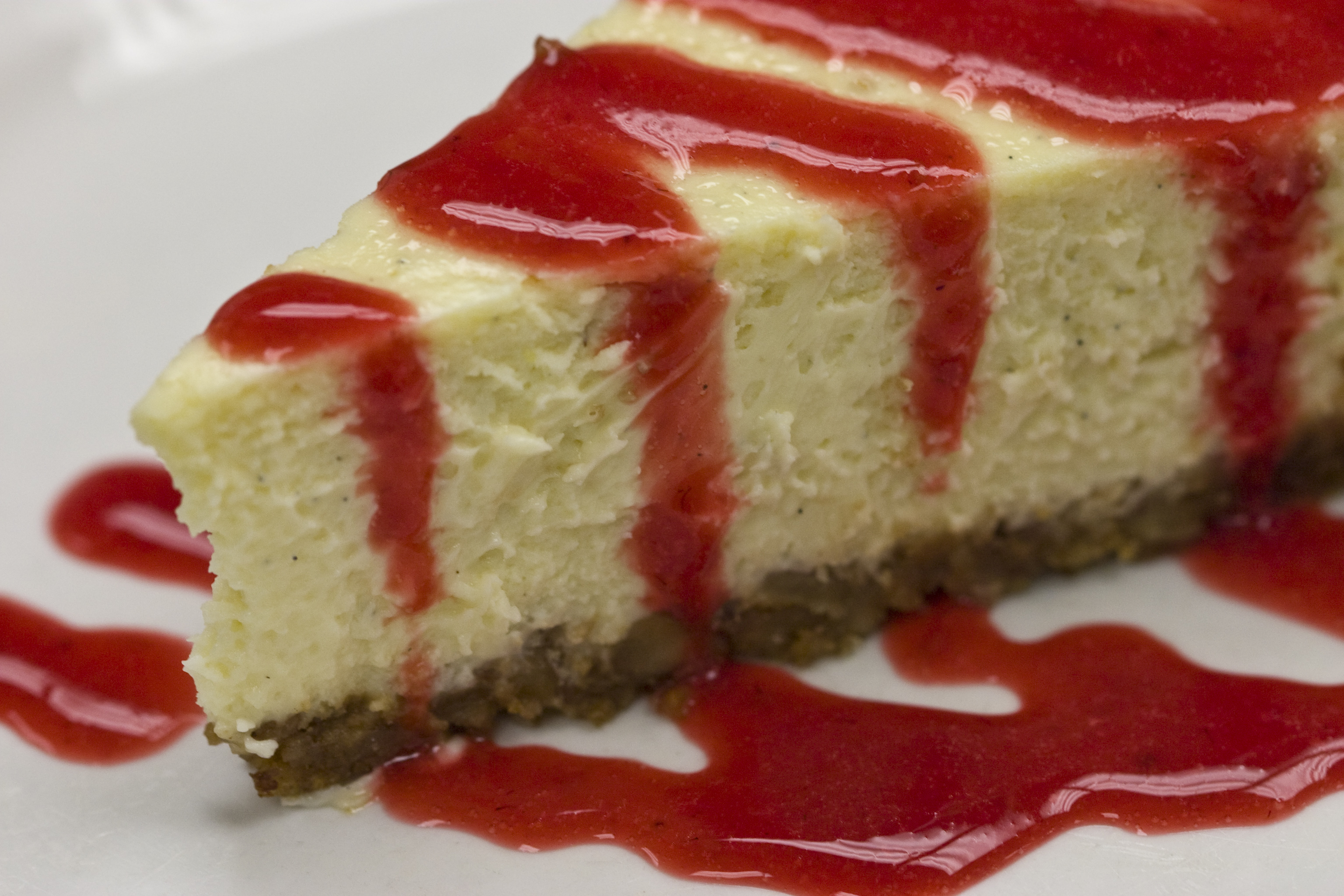
Чизкейк, поданий з полуничним соусом

Фруктовий соус, фруктово-ягідний соус — переважно солодкий соус, який готують з фруктів або ягід.
Фруктові соуси, гарячі і холодні, використовують як підливу до запіканок, пудингу, котлет і биточків і борошняним кулінарним виробам (оладкам, сирникам, млинцям, крупеникам) кашам, а також желе, мусам, свіжим ягодам та запеченим фруктам. У європейських кухнях фруктові соуси подають до страв з дичини та птиці.
Фруктові соуси готують з яблук, груш, айви, персиків, слив, абрикосів, кураги, ананасів, апельсинів, мандаринів та інших фруктів, для приготування ягідних соусів підходять смородина, журавлина, брусниця, малина, полуниця, суниця та вишня. Фруктово-ягідні соуси приправляють ваніліном або ванільним цукром, шоколадом, цукром, медом, корицею, гвоздикою та мускатним горіхом, цедрою цитрусових. Серед інгредієнтів фруктових соків зустрічаються також картопляний крохмаль, пшеничне борошно, фруктові та ягідні соки, виноградні вина (мадера, мускатне, сухе біле та червоне), коньяки та лікери.